# 1. SK Prostějov
1. SK Prostějov (celým názvem: První sportovní klub Prostějov) je český profesionální fotbalový klub, který sídlí v moravském městě Prostějov v Olomouckém kraji. Oddíl hrál v letech 1934–1938 a v sezóně 1945/1946 nejvyšší československou fotbalovou ligu, v období 1939–1943 pak protektorátní Česko-Moravskou národní ligu. Dlouhodobě byl klub účastníkem druhé nejvyšší československé a později české druhé ligy, kterou musel opustit po sezóně 2002/2003 z důvodu nevyhovujícího stadionu. Dnes je opět jejím účastníkem.

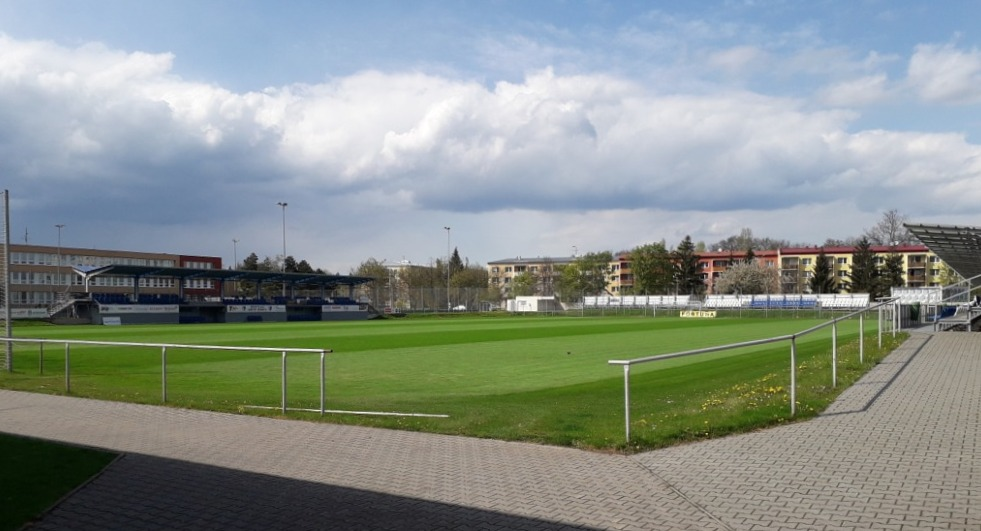
Stadion Prostějov

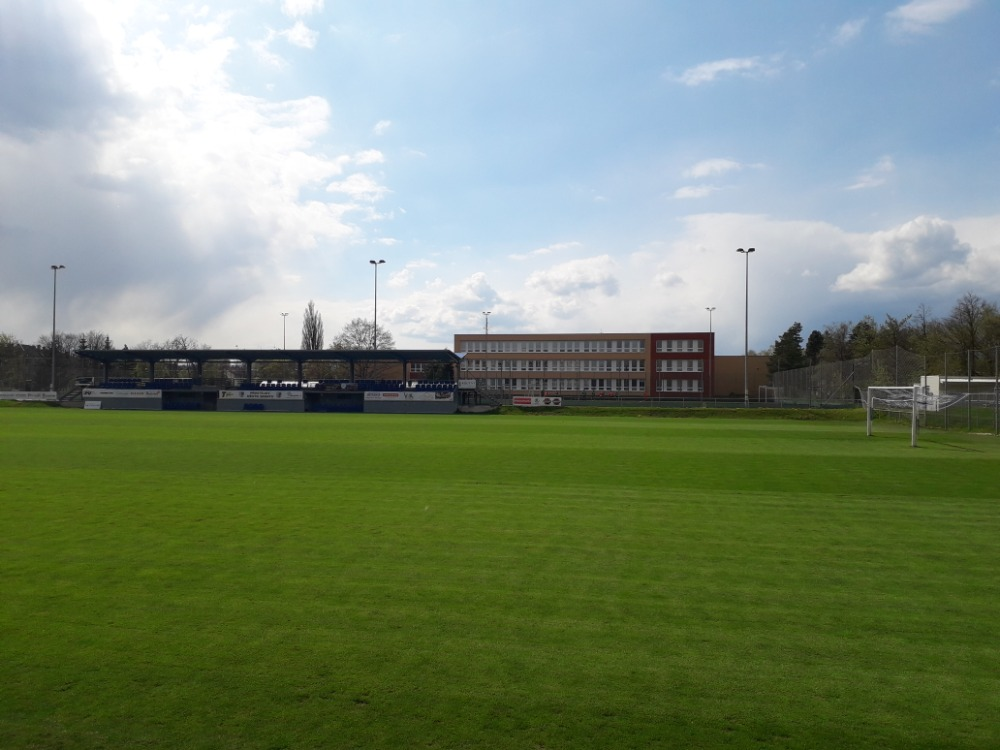
Stadion Za Místním nádražím

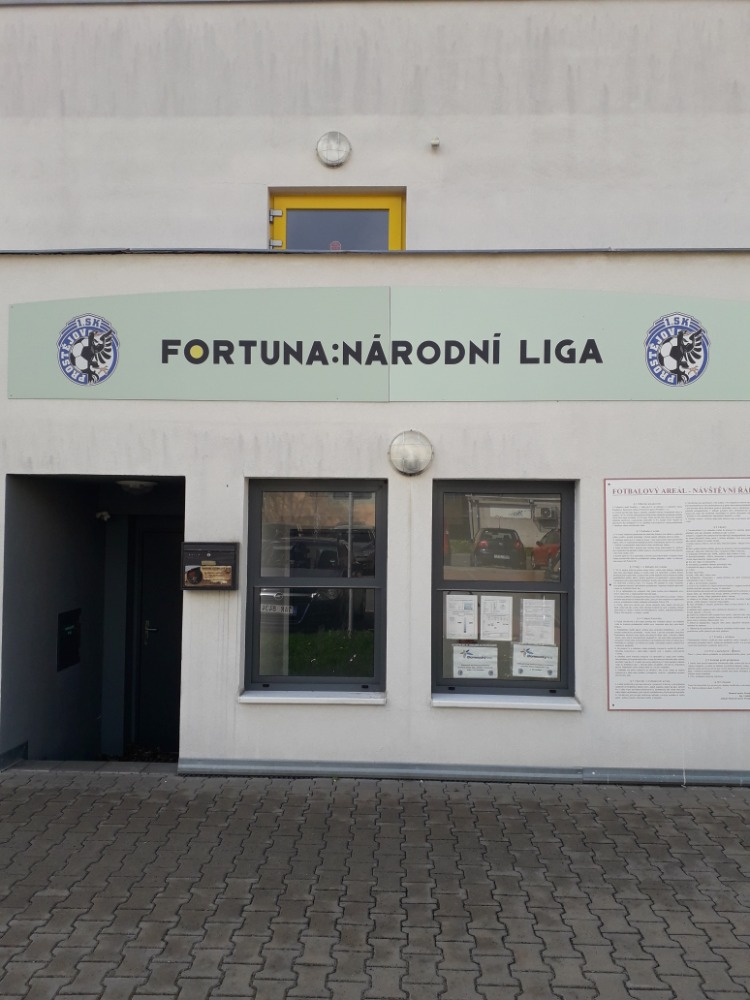
Vstup na stadion

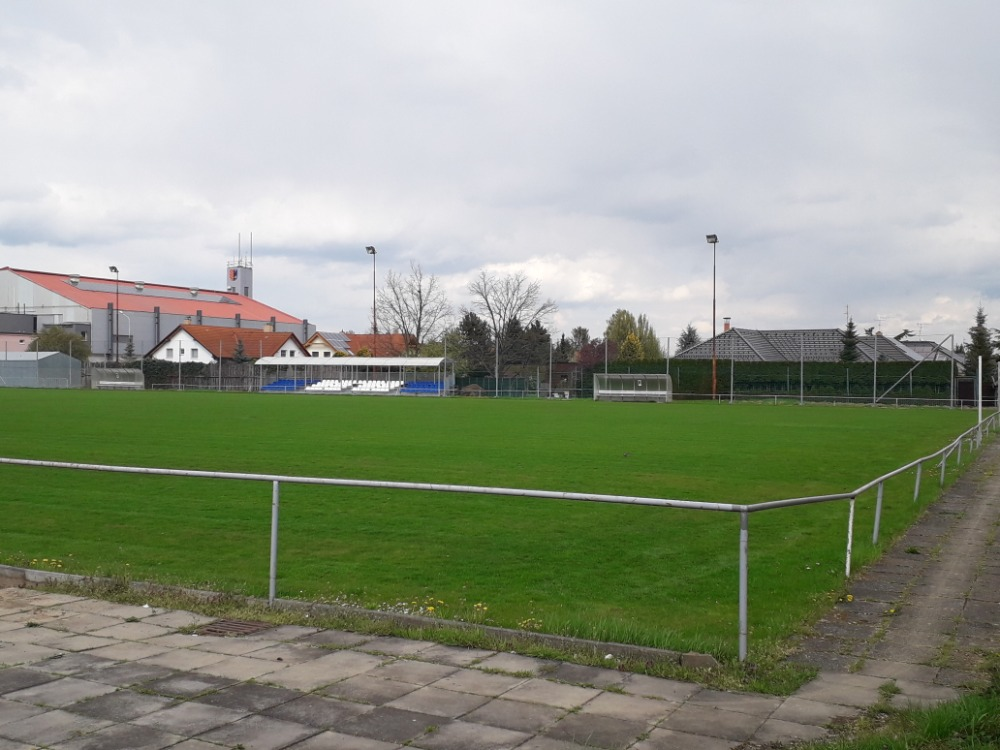
Tréninkové centrum mládeže Za Hloučelou

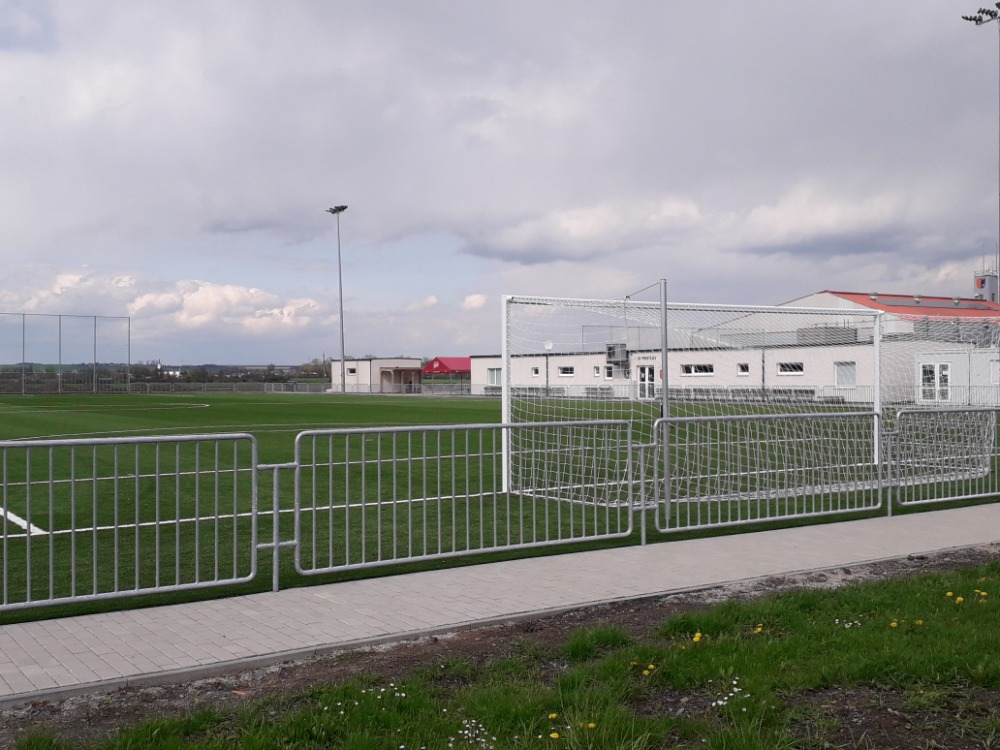
Tréninkové centrum mládeže Za Hloučelou, UMT

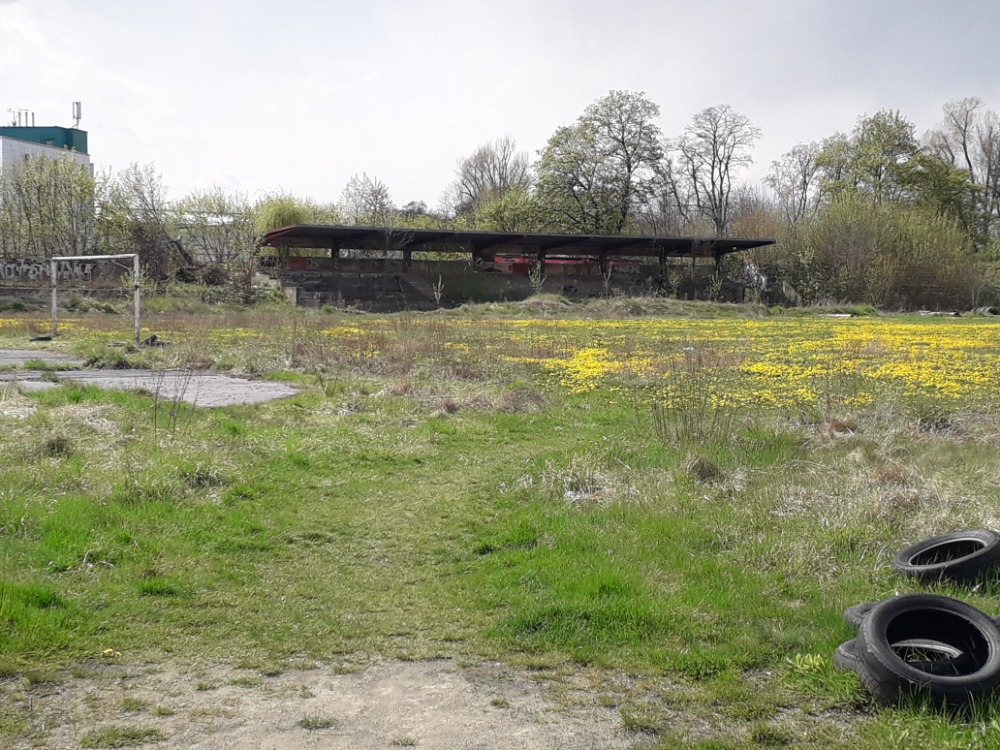
Bývalý stadion SK LeRK Prostějov ve Sportovní ulici

Od sezóny 2018/2019 nastupuje A mužstvo ve druhé nejvyšší soutěži (Chance Národní liga).

## Historie

### Začátky
Roku 1904 Jan Svozil, profesor prostějovské reálky začal učit své žáky tehdy novému sportovnímu odvětví footballu. Studenty tato nová hra uchvátila natolik, že jim již nestačilo věnovat se této zálibě jednou týdně v rámci pohybové výuky v zahradě chudobince na Tetíně. Na jaře roku 1904 proto založili na první schůzi zájemců o kopanou Sportovní kroužek Prostějov. První měření sil mezi mladšími a staršími hráči končí překvapivým vítězstvím mladších. Z těchto hráčů se následně utvořila první jedenáctka SK Prostějov. V následujícím roce vznikl v reakci na tuto aktivitu českého studentstva a dělnictva německý Erster Prossnitzer Fussballklub a další židovsko/německý klub Prossnitz. Oba kluby brzy zanikly, ale i tak odehrály s SK Prostějov několik zápasů. Po začátcích v zahradě chudobince na Tetíně se hráči SK Prostějov přesunuli na tzv. Vojenskou louku. Toto vojenské cvičiště se nacházelo v místech při silnici směrem na Bedihošť. Zde vznikla první regulérní hrací plocha s brankami, které se ale instalovaly pouze na utkání, protože jejich trvalou instalaci vojenská správa nehodlala tolerovat. Na tomto hřišti hostil prostějovský klub množství týmů např. SK Přerov, SK Olomouc ASO, SK Kroměříž či DFC Brno. V roce 1912 ale místní vojenské úřady zatrhly aktivity sportovců i s tím související návštěvy početného obecenstva (až několik set diváků) a SK Prostějov z těchto prostor vykázaly. V té době už byl fotbalový tým součástí uskupení, které pod názvem Sportovní Klub Prostějov obsahovalo fotbalový, tenisový a atletický odbor.
Sportovní klub Prostějov tedy roku 1912 získal prostory poblíž prostějovského pivovaru a rolnické sladovny, kde bylo roku 1913 slavnostně otevřeno první stálé footballové hřiště, s oplocením a místy ke stání i sezení. Toto období rozkvětu dokresluje i vytvoření kurtů tenisového odboru ve dvoře pivovaru i první zápas hokejového mužstva SK Prostějov na rybníku Na hrázi. Na novém fotbalovém hřišti U sladovny se odehrálo první slavné období prostějovského fotbalu. Hosty zde byli nejenom již tradiční soupeři z Olomouce, Přerova, Kroměříže, Brna, ale i Vídně a Prahy. Roku 1914 byl klub pořadatelem mezizemského utkání Čechy – Morava. Vypukla však První světová válka a většina hráčů SK Prostějov byla povolána na frontu. Přesto všechno i ve válečných letech odehrál klub množství utkání. Koncem roku 1916 ale zaniklo i hřiště, když bylo vlivem válečné potravinové krize rozhodnuto o jeho rozorání a osázení bramborami.

### Období první republiky
S koncem první světové války se v Prostějově obnovil i sportovní život. Z navrátivších se hráčů i nové generace se brzy vytvořilo mužstvo, které ještě před koncem války odehrálo několik zápasů na půdě soupeřů i v Prostějově. Po vzniku Československa již opět naplno fungoval SK Prostějov, byl například definitivně ustanoven jeho hokejový odbor. V této době nalezlo fotbalové mužstvo dočasný azyl na hřišti místních Jezdeckých kasáren. Mezitím byl dobudován nový a na svou dobu velmi moderní areál nového stadionu SK Prostějov za Gymnáziem, v tehdejší ulici Za Kollárovou (dnes náměstí Spojenců). Součástí areálu byl fotbalový stadion s dřevěnými tribunami, restaurací, kurty a druhou plochou, využívanou i pro pozemní hokej.
Na tomto novém hřišti se prostějovský oddíl stal jedním z nejlepších mužstev na celé Moravě. Osmkrát získalo titul Mistra Hané (1920, 1925–1931), pětkrát titul Mistra Moravy (1925, 1927–1928, 1930–1931) a roku 1928 se stalo i amatérským mistrem Československa. I přes tyto úspěchy klubu vypršela roku 1930 nájemní smlouva na pozemky, na kterých se nacházel klubový stadion a majitel pozemků nesvolil s jejím prodloužením. Proto klub začal s budováním nového stadionu, který dal i jméno nově vznikající ulici Sportovní.
V souvislosti se vznikem tohoto stadionu se oddíl dostal do dluhů. V době začínajícího profesionalismu klesal zájem o amatérskou kopanou a klub proto na valné hromadě 4. ledna 1932 rozhodl o přeměně týmu v profesionální. V prvním ročníku II. profesionální ligy ČSR klub pod vedením rakouského trenéra Hamatschka skončil na 5. místě. V sezóně 1933/34 SK Prostějov postupuje do I. profesionální ligy. V premiérově sezóně se umístil na 6. místě. V dalších dvou následujících letech byl klub na samém vrcholu. Tým SK Prostějov skončil vždy na třetím místě ligové tabulky za pražskými eS a získal tak právo na účast ve Středoevropském poháru (Mitropa cup). V ročníku 1936 senzačně vyřadil špičkový oddíl Admiry Vídeň a ve čtvrtfinále vypadl s maďarským Újpest FC, v dalším ročníku 1937 byl vyřazen v osmifinále curyšským Grasshopper Clubem.
Mimo tato pohárová utkání absolvoval SK Prostějov v těchto letech mnoho mezistátních zápasů ve Francii, Jugoslávii, Lotyšsku, Litvě, Norsku a na Maltě. V Prostějově hostil například: Hungarii, Nemzeti, rakouský Rapid, Viennu, Wiener Sport-Club, WAC, Slovan Vídeň, jugoslávský Beogradski SK, nebo i egyptský Arsenal Cairo.
V sezóně 1937/1938 ale SK Prostějov překvapivě sestoupil do Moravskoslezské divize. V té se setkával například s městskými soupeři Makkabi Prostějov, ale především s firemním SK Rolný, který byl velkým aspirantem na postup. Do ligy se však vrátil SK Prostějov.

### Válečné období
Tentokrát již šlo o Protektorátní Českomoravskou ligu. V té v sezóně 1941/1942 získal prostějovský SK historické druhé místo za vedoucí Slavií a stal se finalistou prvního ročníku Českého poháru. V dalším ročníku ale klub sestoupil rozdílem jediného bodu. Následoval opět návrat, v sezóně 1944/1945 se však liga nehrála. 8. května skončila Druhá světová válka.

### Poválečné období
Poslední prvoligová sezóna pro SK Prostějov byla 1945/1946 a následné období budování socialismu znamenalo pro prostějovský klub dobu úpadku. Klub byl v rámci socialistické přestavby společnosti přejmenováván na názvy jako Sokol ČSSZ (stavební závody) Prostějov, Tatran Prostějov, DSO Tatran, TJ Slovan Prostějov až na TJ Železárny Prostějov.
V devadesátých letech došlo k přejmenování na původní SK Prostějov. Tento název se ještě změnil po fúzi s brněnským FC LeRK na SK LeRK Prostějov (po sezoně 1994/1995).

### Přelom století
SK LeRK Prostějov působil od sezóny 1995/1996 ve II. fotbalové lize, kde zůstal až do roku 2003, kdy se druhé ligy vzdal z důvodu nevyhovujícího stadionu. Následovaly sestupy i z MSFL (2003/2004) a divize (2004/2005), pád se zastavil až organizačními změnami v klubu. Do sezóny 2006/2007 klub vstoupil pod názvem 1. SK Prostějov, po roce však z krajského přeboru odstoupil. Následovalo období, kdy klub působil pouze v mládežnických kategoriích.

### Současnost

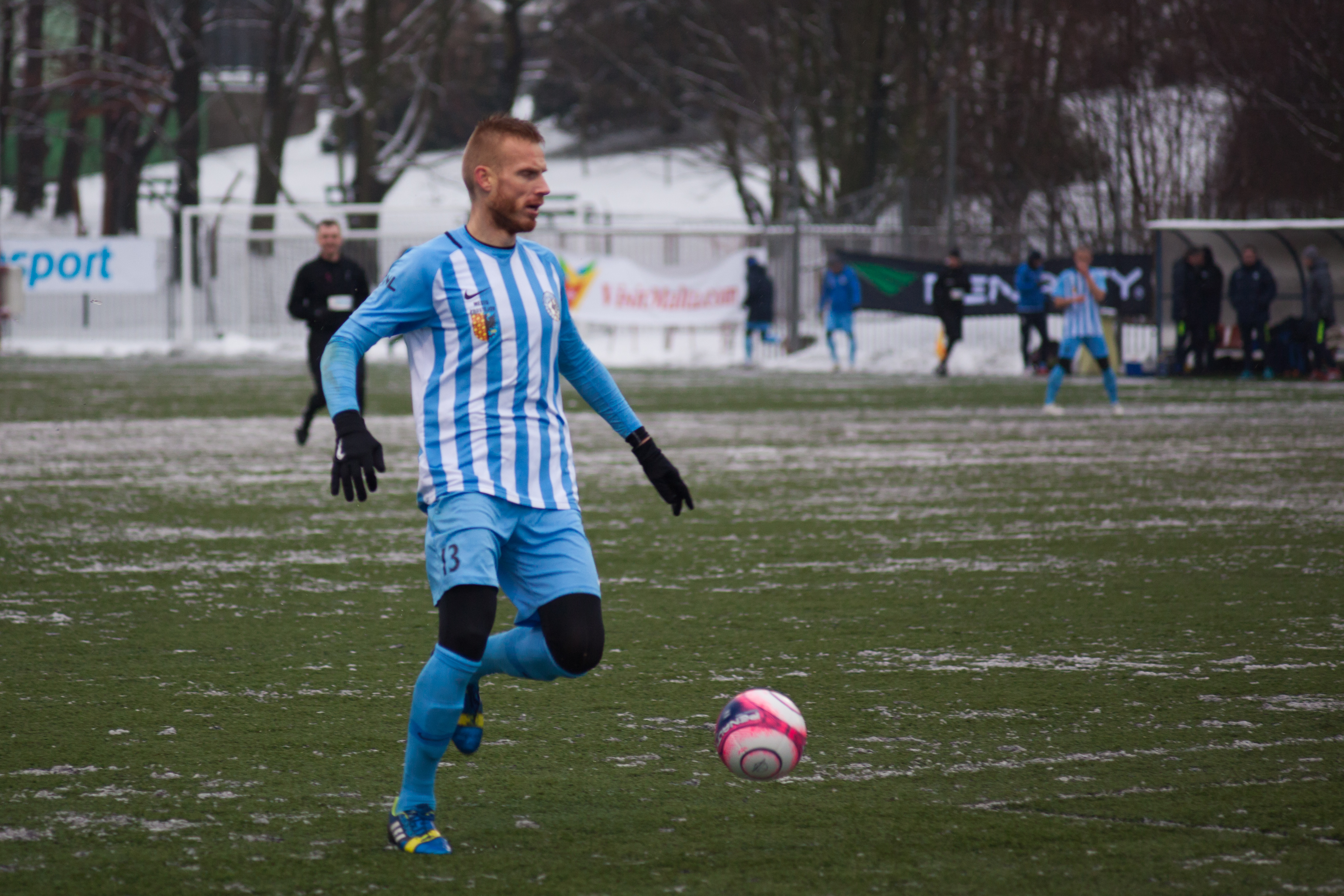
Obránce Tomáš Janíček v zápase Zimní Tipsport ligy v Orlové (2019).

Do roku 2012 musel svá domácí utkání hrát v nedalekých Mostkovicích a v Kostelci na Hané. Později hrál na klubových hřištích Za Hloučelou v Olympijské ulici a v mimořádných případech na umělé trávě v areálu Za Místním nádražím. V roce 2011 klub získal divizní licenci od krachujících Vítkovic a pod hlavičkou 1. FK Prostějov nastupoval v Divizi E. Po postupu do MSFL se název upravil již na 1. SK Prostějov.
Původní A-tým (částí fanoušků byl v tomto období považovaný za jediné kontinuální seniorské mužstvo) se stal od sezóny 2012/2013 účastníkem II. třídy OFS Prostějov už jako B-tým. Tuto soutěž vyhrál a v ročníku 2013/2014 tak měl být účastníkem I. B třídy Olomouckého kraje. Klubové vedení, které klubu vládne od léta 2011, se však rozhodlo nepodat přihlášku do nejnižší krajské soutěže a mužstvo tak po silných neshodách uvnitř klubu v červnu 2013 zaniklo.
V ročnících 2012/2013, 2013/2014 i 2014/2015 obsadil klub v MSFL třetí místo. O rok později se již klub umístil na prvním místě a zajistil si tak postup do FNL. Z FNL tým rychle sestoupil a na post trenéra přišel Oldřich Machala. V sezóně 2017/2018 obsadili první místo a znovu šli do FNL. Tam skončili devátí, v další sezóně jedenáctí. Pro sezónu 2020/2021 přišel na post trenéra Pavel Šustr. Ten tým "překopal" a dovedl ho ke třetímu místu v soutěži. Bohužel kvůli pandemii koronaviru se baráž nehrála. Poté odešel Šustr do Senice. Od té doby bojoval Prostějov o udržení. 
V létě 2023 začala přestavba areálu Za Místním nádražím, aby stadion splňoval podmínky pro 1.ligu, která je pro tým cílem do budoucna. Celou sezónu tak odehrál A tým v azylu na hřišti HFK Olomouc. V jejím průběhu došlo ke změně sportovního ředitele, novým se stal Jiří Balcárek. 
Od podzimu 2024 nastupuje 1. SK Prostějov k domácím utkáním opět doma, na vylepšeném stadionu Za Místním nádražím a nově vzniklé B mužstvo hraje svá utkání Krajského přeboru Olomouckého kraje v nedalekých Kralicích na Hané.    

## Historické názvy
Zdroj: 
- 1904 – SK Prostějov (Sportovní kroužek Prostějov)
- 1904 – SK Prostějov (Sportovní klub Prostějov)
- 1948 – JTO Sokol II Prostějov (Jednotná tělovýchovná organizace Sokol II Prostějov)
- 1950 – JTO Sokol ČSSZ Prostějov (Jednotná tělovýchovná organizace Sokol Československé stavební závody Prostějov)
- 1953 – DSO Tatran Prostějov (Dobrovolná sportovní organizace Tatran Prostějov)
- 1956 – TJ Slovan Prostějov (Tělovýchovná jednota Slovan Prostějov)
- 1959 – fúze s DSO Baník Prostějov ⇒ TJ Železárny Prostějov (Tělovýchovná jednota Železárny Prostějov)
- 1990 – SK Prostějov fotbal (Sportovní klub Prostějov fotbal)
- 1996 – fúze s FC LeRK Brno ⇒ SK LeRK Prostějov (Sportovní klub LeRK Prostějov)
- 2006 – 1. SK Prostějov, a.s. (První sportovní klub Prostějov, akciová společnost)

## Úspěchy

### Úspěchy mužů
| Domácí medaile |
| - Československá nejvyšší fotbalová soutěž - – SK Prostějov: 1935/1936, 1936/1937 - Protektorátní nejvyšší fotbalová soutěž - – SK Prostějov: 1941/1942 |

## Soupiska
| #  | Pozice | Hráč               |
| -- | ------ | ------------------ |
| 2  | O      | Radek Lehovec      |
| 3  | O      | Daniil Holovatskyi |
| 4  | Z      | Pape Amath Cissé   |
| 7  | Ú      | Filip Mikeš        |
| 9  | Z      | Jakub Matoušek     |
| 10 | Z      | Marek Matocha      |
| 11 | Ú      | Imrana Aliyu       |
| 12 | O      | Dominik Vyroubal   |
| 13 | O      | Martin Šindelář    |
| 14 | Ú      | Daniel Hais        |
| 15 | Z      | Lukáš Lahodný      |
| 16 | Z      | Vojtěch Hranoš     |
| 17 | Z      | Lukáš Hrdlička     |

| #  | Pozice | Hráč            |
| -- | ------ | --------------- |
| 18 | Z      | Marek Jaroň     |
| 19 | O      | Ondřej Ševčík   |
| 21 | Z      | Jakub Habusta   |
| 22 | Z      | Michal Zapletal |
| 23 | Z      | Lukáš Budínský  |
| 25 | Ú      | Tibor Jáger     |
| 26 | O      | Jan Harušťák    |
| 27 | B      | Petr Mikulec    |
| 32 | O      | Petr Mirvald    |
| 33 | B      | Martin Vaňák    |
| 70 | Z      | Jan Koudelka    |
| 79 | O      | Šimon Polášek   |

| #  | Pozice | Hráč               | Klub              | Forma            |
| -- | ------ | ------------------ | ----------------- | ---------------- |
| 3  | O      | Daniil Holovatskyi | FC Hradec Králové | Hostování        |
| 4  | Z      | Pape Amath Cissé   | AC Sparta Praha   | Přestup          |
| 7  | Ú      | Filip Mikeš        | FK Dukla Praha    | Přestup          |
| 11 | Ú      | Imrana Aliyu       | Mahanaim FC       | Přestup          |
| 14 | Ú      | Daniel Hais        | FC Hradec Králové | Hostování s opcí |
| 16 | Z      | Vojtěch Hranoš     | AC Sparta Praha   | Hostování        |
| 18 | Z      | Marek Jaroň        | FC Baník Ostrava  | Přestup          |
| 25 | Ú      | Tibor Jáger        | FK Hodonín        | Hostování s opcí |
| 32 | O      | Petr Mirvald       | FC Zlínsko        | Přestup          |
| 33 | B      | Martin Vaňák       | FK Varnsdorf      | Přestup          |
| 79 | O      | Šimon Polášek      | FC Zlín           | Hostování        |

| #  | Pozice | Hráč              | Klub                       | Forma           |
| -- | ------ | ----------------- | -------------------------- | --------------- |
| 3  | O      | Kauan Carneiro    | MFK Karviná                | Konec hostování |
| 6  | O      | Martin Trunda     | FK Nové Sady               | Hostování       |
| 11 | Ú      | Jakub Matoušek II | SK Dynamo České Budějovice | Konec hostování |
| 16 | Ú      | Tomáš Jedlička    | FK Dukla Praha             | Přestup         |
| 18 | O      | Radek Látal       |                            | Konec smlouvy   |
| 25 | Z      | Robert Bartolomeu | SK Hanácká Slavia Kroměříž | Přestup         |
| 32 | O      | Marek Bielan      |                            | Konec smlouvy   |
| 33 | B      | Alexandr Urban    | 1. FC Slovácko             | Konec hostování |

## Umístění v jednotlivých sezonách
Stručný přehled
Zdroj: 
- 1932–1934: 2. asociační liga
- 1934–1938: Státní liga
- 1938–1939: Moravsko-Slezská divize
- 1939–1943: Národní liga
- 1943–1944: Moravsko-Slezská divize
- 1945–1946: Státní liga – sk. B
- 1946–1948: Moravsko-Slezská divize
- 1948: Moravská zemská soutěž
- 1949–1950: Oblastní soutěž – sk. C
- 1951–1953: Krajská soutěž - Olomouc
- 1954: Celostátní československá soutěž – sk. B
- 1955: Oblastní soutěž – sk. D
- 1956–1961: 2. liga – sk. B
- 1961–1965: Jihomoravský krajský přebor
- 1965–1969: Divize D
- 1969–1972: 3. liga – sk. B
- 1972–1976: Divize D
- 1976–1977: 3. liga – sk. B
- 1977–1980: Divize D
- 1980–1981: ČNFL – sk. B
- 1981–1984: 1. ČNFL
- 1984–1986: 2. ČNFL – sk. B
- 1986–1991: Divize D
- 1991–1992: Divize E
- 1992–1993: Divize D
- 1993–1995: Divize E
- 1995–2003: 2. liga
- 2003–2004: Moravskoslezská fotbalová liga
- 2004–2005: Divize D
- 2005–2007: Přebor Olomouckého kraje
- 2007–2011: bez soutěže
- 2011–2012: Divize E
- 2012–2016: Moravskoslezská fotbalová liga
- 2016–2017: Fotbalová národní liga
- 2017–2018: Moravskoslezská fotbalová liga
- 2018– : Fotbalová národní liga

Jednotlivé ročníky
Zdroj: 
Legenda: Z – zápasy, V – výhry, R – remízy, P – porážky, VG – vstřelené góly, OG – obdržené góly, +/− – rozdíl skóre, B – body, červené podbarvení – sestup, zelené podbarvení – postup, fialové podbarvení – reorganizace, změna skupiny či soutěže
| Československo (1932 – 1939)                                                  |                                                             |                                                             |                                                             |                                                             |                                                             |                                                             |                                                             |                                                             |                                                             |                                                             |                                                             |
| Sezóny                                                                        | Liga                                                        | Úroveň                                                      | Z                                                           | V                                                           | R                                                           | P                                                           | VG                                                          | OG                                                          | +/−                                                         | B                                                           | Pozice                                                      |
| 1932/33                                                                       | 2. asociační liga                                           | 2                                                           | 18                                                          | 8                                                           | 2                                                           | 8                                                           | 44                                                          | 31                                                          | +13                                                         | 18                                                          | 5.                                                          |
| 1933/34                                                                       | 2. asociační liga                                           | 2                                                           | 18                                                          | 14                                                          | 2                                                           | 2                                                           | 91                                                          | 18                                                          | +73                                                         | 30                                                          | 1.                                                          |
| 1934/35                                                                       | Státní liga                                                 | 1                                                           | 22                                                          | 8                                                           | 7                                                           | 7                                                           | 45                                                          | 48                                                          | -3                                                          | 23                                                          | 6.                                                          |
| 1935/36                                                                       | Státní liga                                                 | 1                                                           | 26                                                          | 16                                                          | 4                                                           | 6                                                           | 66                                                          | 41                                                          | +25                                                         | 36                                                          | 3.                                                          |
| 1936/37                                                                       | Státní liga                                                 | 1                                                           | 22                                                          | 14                                                          | 1                                                           | 7                                                           | 56                                                          | 37                                                          | +19                                                         | 29                                                          | 3.                                                          |
| 1937/38                                                                       | Státní liga                                                 | 1                                                           | 22                                                          | 5                                                           | 6                                                           | 11                                                          | 39                                                          | 65                                                          | -26                                                         | 16                                                          | 11.                                                         |
| 1938/39                                                                       | Moravsko-Slezská divize                                     | 2                                                           | 22                                                          | 19                                                          | 1                                                           | 2                                                           | 96                                                          | 15                                                          | +81                                                         | 39                                                          | 1.                                                          |
| Protektorát Čechy a Morava (1939 – 1945)                                      |                                                             |                                                             |                                                             |                                                             |                                                             |                                                             |                                                             |                                                             |                                                             |                                                             |                                                             |
| Sezóny                                                                        | Liga                                                        | Úroveň                                                      | Z                                                           | V                                                           | R                                                           | P                                                           | VG                                                          | OG                                                          | +/−                                                         | B                                                           | Pozice                                                      |
| 1939/40                                                                       | Národní liga                                                | 1                                                           | 22                                                          | 9                                                           | 2                                                           | 11                                                          | 47                                                          | 48                                                          | -1                                                          | 20                                                          | 7.                                                          |
| 1940/41                                                                       | Národní liga                                                | 1                                                           | 22                                                          | 8                                                           | 5                                                           | 9                                                           | 46                                                          | 43                                                          | +3                                                          | 21                                                          | 8.                                                          |
| 1941/42                                                                       | Národní liga                                                | 1                                                           | 22                                                          | 11                                                          | 6                                                           | 5                                                           | 57                                                          | 45                                                          | +12                                                         | 28                                                          | 2.                                                          |
| 1942/43                                                                       | Národní liga                                                | 1                                                           | 22                                                          | 7                                                           | 4                                                           | 11                                                          | 50                                                          | 58                                                          | -8                                                          | 18                                                          | 11.                                                         |
| 1943/44                                                                       | Moravsko-Slezská divize                                     | 2                                                           | 26                                                          | 20                                                          | 3                                                           | 3                                                           | 104                                                         | 31                                                          | +73                                                         | 43                                                          | 1.                                                          |
| 1944/45                                                                       | Končila druhá světová válka, pravidelné soutěže se nehrály. | Končila druhá světová válka, pravidelné soutěže se nehrály. | Končila druhá světová válka, pravidelné soutěže se nehrály. | Končila druhá světová válka, pravidelné soutěže se nehrály. | Končila druhá světová válka, pravidelné soutěže se nehrály. | Končila druhá světová válka, pravidelné soutěže se nehrály. | Končila druhá světová válka, pravidelné soutěže se nehrály. | Končila druhá světová válka, pravidelné soutěže se nehrály. | Končila druhá světová válka, pravidelné soutěže se nehrály. | Končila druhá světová válka, pravidelné soutěže se nehrály. | Končila druhá světová válka, pravidelné soutěže se nehrály. |
| Československo (1945 – 1993)                                                  |                                                             |                                                             |                                                             |                                                             |                                                             |                                                             |                                                             |                                                             |                                                             |                                                             |                                                             |
| Sezóny                                                                        | Liga                                                        | Úroveň                                                      | Z                                                           | V                                                           | R                                                           | P                                                           | VG                                                          | OG                                                          | +/−                                                         | B                                                           | Pozice                                                      |
| 1945/46                                                                       | Státní liga – sk. B                                         | 1                                                           | 18                                                          | 4                                                           | 3                                                           | 11                                                          | 25                                                          | 64                                                          | -39                                                         | 11                                                          | 9.                                                          |
| 1946/47                                                                       | Moravsko-Slezská divize                                     | 2                                                           | 26                                                          | 13                                                          | 4                                                           | 9                                                           | 70                                                          | 49                                                          | +21                                                         | 30                                                          | 3.                                                          |
| 1947/48                                                                       | Moravsko-Slezská divize                                     | 2                                                           | 30                                                          | 13                                                          | 2                                                           | 15                                                          | 88                                                          | 70                                                          | +18                                                         | 28                                                          | 10.                                                         |
| 1948                                                                          | Moravská zemská soutěž                                      | 2                                                           | 11                                                          | 6                                                           | 1                                                           | 4                                                           | 48                                                          | 21                                                          | +27                                                         | 13                                                          | 2.                                                          |
| 1949                                                                          | Oblastní soutěž – sk. C                                     | 2                                                           | 26                                                          | 10                                                          | 5                                                           | 11                                                          | 53                                                          | 65                                                          | -12                                                         | 25                                                          | 8.                                                          |
| 1950                                                                          | Oblastní soutěž – sk. C                                     | 3                                                           | 22                                                          | 11                                                          | 3                                                           | 8                                                           | 59                                                          | 43                                                          | +16                                                         | 25                                                          | 5.                                                          |
| 1951                                                                          | Krajská soutěž - Olomouc                                    | 2                                                           | 18                                                          | 11                                                          | 4                                                           | 3                                                           | 47                                                          | 14                                                          | +33                                                         | 26                                                          | 1.                                                          |
| 1952                                                                          | Krajská soutěž - Olomouc                                    | 3                                                           | 22                                                          | 14                                                          | 4                                                           | 4                                                           | 72                                                          | 39                                                          | +33                                                         | 32                                                          | 2.                                                          |
| 1953                                                                          | Krajská soutěž - Olomouc                                    | 3                                                           | 11                                                          | 9                                                           | 1                                                           | 1                                                           | 43                                                          | 7                                                           | +36                                                         | 19                                                          | 1.                                                          |
| 1954                                                                          | Celostátní československá soutěž – sk. B                    | 2                                                           | 18                                                          | 8                                                           | 1                                                           | 9                                                           | 35                                                          | 38                                                          | -3                                                          | 17                                                          | 6.                                                          |
| 1955                                                                          | Oblastní soutěž – sk. D                                     | 3                                                           | 22                                                          | 17                                                          | 3                                                           | 2                                                           | 67                                                          | 19                                                          | +48                                                         | 37                                                          | 1.                                                          |
| 1956                                                                          | 2. liga – sk. B                                             | 2                                                           | 22                                                          | 12                                                          | 2                                                           | 8                                                           | 57                                                          | 39                                                          | +18                                                         | 26                                                          | 4.                                                          |
| 1957/58                                                                       | 2. liga – sk. B                                             | 2                                                           | 33                                                          | 16                                                          | 5                                                           | 12                                                          | 76                                                          | 61                                                          | +15                                                         | 37                                                          | 5.                                                          |
| 1958/59                                                                       | 2. liga – sk. B                                             | 2                                                           | 26                                                          | 11                                                          | 5                                                           | 10                                                          | 40                                                          | 41                                                          | -1                                                          | 27                                                          | 5.                                                          |
| 1959/60                                                                       | 2. liga – sk. B                                             | 2                                                           | 26                                                          | 8                                                           | 5                                                           | 13                                                          | 41                                                          | 53                                                          | -12                                                         | 21                                                          | 10.                                                         |
| 1960/61                                                                       | 2. liga – sk. B                                             | 2                                                           | 22                                                          | 7                                                           | 5                                                           | 10                                                          | 26                                                          | 30                                                          | -4                                                          | 19                                                          | 9.                                                          |
| 1961/62                                                                       | Jihomoravský krajský přebor                                 | 3                                                           | 26                                                          | 11                                                          | 6                                                           | 9                                                           | 48                                                          | 42                                                          | +6                                                          | 28                                                          | 6.                                                          |
| 1962/63                                                                       | Jihomoravský krajský přebor                                 | 3                                                           | 26                                                          | 10                                                          | 6                                                           | 10                                                          | 51                                                          | 49                                                          | +2                                                          | 26                                                          | 9.                                                          |
| 1963/64                                                                       | Jihomoravský krajský přebor                                 | 3                                                           | 26                                                          | 14                                                          | 5                                                           | 7                                                           | 69                                                          | 38                                                          | +31                                                         | 33                                                          | 3.                                                          |
| 1964/65                                                                       | Jihomoravský krajský přebor                                 | 3                                                           | 26                                                          | 14                                                          | 6                                                           | 6                                                           | 54                                                          | 35                                                          | +19                                                         | 34                                                          | 2.                                                          |
| 1965/66                                                                       | Divize D                                                    | 3                                                           | 26                                                          | 11                                                          | 4                                                           | 11                                                          | 39                                                          | 44                                                          | -5                                                          | 26                                                          | 6.                                                          |
| 1966/67                                                                       | Divize D                                                    | 3                                                           | 26                                                          | 14                                                          | 5                                                           | 7                                                           | 41                                                          | 23                                                          | +18                                                         | 33                                                          | 3.                                                          |
| 1967/68                                                                       | Divize D                                                    | 3                                                           | 26                                                          | 14                                                          | 6                                                           | 6                                                           | 51                                                          | 30                                                          | +21                                                         | 34                                                          | 3.                                                          |
| 1968/69                                                                       | Divize D                                                    | 3                                                           | 26                                                          | 10                                                          | 10                                                          | 6                                                           | 43                                                          | 26                                                          | +17                                                         | 30                                                          | 4.                                                          |
| 1969/70                                                                       | 3. liga – sk. B                                             | 3                                                           | 30                                                          | 13                                                          | 9                                                           | 8                                                           | 55                                                          | 36                                                          | +19                                                         | 35                                                          | 6.                                                          |
| 1970/71                                                                       | 3. liga – sk. B                                             | 3                                                           | 30                                                          | 9                                                           | 7                                                           | 14                                                          | 33                                                          | 44                                                          | -11                                                         | 25                                                          | 12.                                                         |
| 1971/72                                                                       | 3. liga – sk. B                                             | 3                                                           | 30                                                          | 7                                                           | 7                                                           | 16                                                          | 28                                                          | 53                                                          | -25                                                         | 21                                                          | 16.                                                         |
| 1972/73                                                                       | Divize D                                                    | 4                                                           | 30                                                          | 12                                                          | 7                                                           | 11                                                          | 45                                                          | 43                                                          | +2                                                          | 31                                                          | 8.                                                          |
| 1973/74                                                                       | Divize D                                                    | 4                                                           | 30                                                          | 12                                                          | 6                                                           | 12                                                          | 56                                                          | 45                                                          | +11                                                         | 30                                                          | 5.                                                          |
| 1974/75                                                                       | Divize D                                                    | 4                                                           | 30                                                          | 15                                                          | 5                                                           | 10                                                          | 48                                                          | 41                                                          | +7                                                          | 35                                                          | 3.                                                          |
| 1975/76                                                                       | Divize D                                                    | 4                                                           | 30                                                          | 17                                                          | 6                                                           | 7                                                           | 50                                                          | 29                                                          | +21                                                         | 40                                                          | 1.                                                          |
| 1976/77                                                                       | 3. liga – sk. B                                             | 3                                                           | 30                                                          | 12                                                          | 6                                                           | 12                                                          | 53                                                          | 43                                                          | +10                                                         | 30                                                          | 12.                                                         |
| 1977/78                                                                       | Divize D                                                    | 3                                                           | 30                                                          | 16                                                          | 7                                                           | 7                                                           | 56                                                          | 34                                                          | +22                                                         | 39                                                          | 2.                                                          |
| 1978/79                                                                       | Divize D                                                    | 3                                                           | 30                                                          | 15                                                          | 5                                                           | 10                                                          | 48                                                          | 41                                                          | +7                                                          | 35                                                          | 4.                                                          |
| 1979/80                                                                       | Divize D                                                    | 3                                                           | 30                                                          | 21                                                          | 5                                                           | 4                                                           | 67                                                          | 27                                                          | +40                                                         | 47                                                          | 1.                                                          |
| 1980/81                                                                       | ČNFL – sk. B                                                | 2                                                           | 30                                                          | 15                                                          | 8                                                           | 7                                                           | 46                                                          | 31                                                          | +15                                                         | 38                                                          | 5.                                                          |
| 1981/82                                                                       | 1. ČNFL                                                     | 2                                                           | 30                                                          | 12                                                          | 6                                                           | 12                                                          | 42                                                          | 42                                                          | 0                                                           | 30                                                          | 6.                                                          |
| 1982/83                                                                       | 1. ČNFL                                                     | 2                                                           | 30                                                          | 9                                                           | 11                                                          | 10                                                          | 32                                                          | 35                                                          | -3                                                          | 29                                                          | 11.                                                         |
| 1983/84                                                                       | 1. ČNFL                                                     | 2                                                           | 30                                                          | 7                                                           | 8                                                           | 15                                                          | 34                                                          | 58                                                          | -24                                                         | 22                                                          | 16.                                                         |
| 1984/85                                                                       | 2. ČNFL – sk. B                                             | 3                                                           | 30                                                          | 13                                                          | 4                                                           | 13                                                          | 34                                                          | 32                                                          | +2                                                          | 30                                                          | 8.                                                          |
| 1985/86                                                                       | 2. ČNFL – sk. B                                             | 3                                                           | 30                                                          | 3                                                           | 9                                                           | 18                                                          | 25                                                          | 53                                                          | -28                                                         | 15                                                          | 16.                                                         |
| 1986/87                                                                       | Divize D                                                    | 4                                                           | 30                                                          | 10                                                          | 9                                                           | 11                                                          | 31                                                          | 36                                                          | -5                                                          | 29                                                          | 8.                                                          |
| 1987/88                                                                       | Divize D                                                    | 4                                                           | 30                                                          | 12                                                          | 7                                                           | 11                                                          | 49                                                          | 43                                                          | +6                                                          | 31                                                          | 6.                                                          |
| 1988/89                                                                       | Divize D                                                    | 4                                                           | 30                                                          | 19                                                          | 3                                                           | 8                                                           | 58                                                          | 42                                                          | +16                                                         | 41                                                          | 2.                                                          |
| 1989/90                                                                       | Divize D                                                    | 4                                                           | 30                                                          | 18                                                          | 7                                                           | 5                                                           | 55                                                          | 34                                                          | +19                                                         | 43                                                          | 2.                                                          |
| 1990/91                                                                       | Divize D                                                    | 4                                                           | 30                                                          | 9                                                           | 8                                                           | 13                                                          | 38                                                          | 44                                                          | -6                                                          | 26                                                          | 11.                                                         |
| 1991/92                                                                       | Divize E                                                    | 4                                                           | 30                                                          | 15                                                          | 5                                                           | 10                                                          | 63                                                          | 45                                                          | +18                                                         | 35                                                          | 2.                                                          |
| 1992/93                                                                       | Divize D                                                    | 4                                                           | 30                                                          | 11                                                          | 11                                                          | 8                                                           | 43                                                          | 33                                                          | +10                                                         | 33                                                          | 4.                                                          |
| Česko (1993 – )                                                               |                                                             |                                                             |                                                             |                                                             |                                                             |                                                             |                                                             |                                                             |                                                             |                                                             |                                                             |
| Sezóny                                                                        | Liga                                                        | Úroveň                                                      | Z                                                           | V                                                           | R                                                           | P                                                           | VG                                                          | OG                                                          | +/−                                                         | B                                                           | Pozice                                                      |
| 1993/94                                                                       | Divize E                                                    | 4                                                           | 30                                                          | 19                                                          | 3                                                           | 8                                                           | 55                                                          | 30                                                          | +25                                                         | 41                                                          | 3.                                                          |
| 1994/95                                                                       | Divize E                                                    | 4                                                           | 30                                                          | 11                                                          | 6                                                           | 13                                                          | 52                                                          | 44                                                          | +8                                                          | 39                                                          | 11.                                                         |
| 1995/96                                                                       | 2. liga                                                     | 2                                                           | 30                                                          | 9                                                           | 15                                                          | 6                                                           | 34                                                          | 36                                                          | -2                                                          | 42                                                          | 8.                                                          |
| 1996/97                                                                       | 2. liga                                                     | 2                                                           | 30                                                          | 9                                                           | 10                                                          | 11                                                          | 29                                                          | 33                                                          | -4                                                          | 37                                                          | 10.                                                         |
| 1997/98                                                                       | 2. liga                                                     | 2                                                           | 28                                                          | 8                                                           | 9                                                           | 11                                                          | 33                                                          | 37                                                          | -4                                                          | 33                                                          | 10.                                                         |
| 1998/99                                                                       | 2. liga                                                     | 2                                                           | 30                                                          | 8                                                           | 5                                                           | 17                                                          | 24                                                          | 39                                                          | -15                                                         | 29                                                          | 14.                                                         |
| 1999/00                                                                       | 2. liga                                                     | 2                                                           | 30                                                          | 8                                                           | 9                                                           | 13                                                          | 39                                                          | 47                                                          | -8                                                          | 33                                                          | 12.                                                         |
| 2000/01                                                                       | 2. liga                                                     | 2                                                           | 30                                                          | 7                                                           | 11                                                          | 12                                                          | 31                                                          | 47                                                          | -16                                                         | 32                                                          | 14.                                                         |
| 2001/02                                                                       | 2. liga                                                     | 2                                                           | 30                                                          | 8                                                           | 12                                                          | 10                                                          | 33                                                          | 34                                                          | -1                                                          | 36                                                          | 10.                                                         |
| 2002/03                                                                       | 2. liga                                                     | 2                                                           | 30                                                          | 8                                                           | 7                                                           | 15                                                          | 30                                                          | 47                                                          | -17                                                         | 31                                                          | 14.                                                         |
| 2003/04                                                                       | Moravskoslezská fotbalová liga                              | 3                                                           | 30                                                          | 7                                                           | 4                                                           | 19                                                          | 30                                                          | 75                                                          | -45                                                         | 25                                                          | 16.                                                         |
| 2004/05                                                                       | Divize D                                                    | 4                                                           | 30                                                          | 4                                                           | 3                                                           | 23                                                          | 27                                                          | 66                                                          | -39                                                         | 12                                                          | 16.                                                         |
| 2005/06                                                                       | Přebor Olomouckého kraje                                    | 5                                                           | 30                                                          | 10                                                          | 4                                                           | 16                                                          | 40                                                          | 75                                                          | -35                                                         | 34                                                          | 12.                                                         |
| 2006/07                                                                       | Přebor Olomouckého kraje                                    | 5                                                           | 30                                                          | 16                                                          | 3                                                           | 11                                                          | 69                                                          | 57                                                          | +12                                                         | 51                                                          | 6.                                                          |
| V letech 2007–2011 v prostějovském klubu působila pouze mládežnická družstva. |                                                             |                                                             |                                                             |                                                             |                                                             |                                                             |                                                             |                                                             |                                                             |                                                             |                                                             |
| 2011/12                                                                       | Divize E                                                    | 4                                                           | 30                                                          | 20                                                          | 6                                                           | 4                                                           | 64                                                          | 26                                                          | +38                                                         | 66                                                          | 2.                                                          |
| 2012/13                                                                       | Moravskoslezská fotbalová liga                              | 3                                                           | 30                                                          | 17                                                          | 6                                                           | 7                                                           | 74                                                          | 50                                                          | +24                                                         | 57                                                          | 3.                                                          |
| 2013/14                                                                       | Moravskoslezská fotbalová liga                              | 3                                                           | 30                                                          | 15                                                          | 6                                                           | 9                                                           | 53                                                          | 41                                                          | +12                                                         | 51                                                          | 3.                                                          |
| 2014/15                                                                       | Moravskoslezská fotbalová liga                              | 3                                                           | 30                                                          | 14                                                          | 9                                                           | 7                                                           | 57                                                          | 37                                                          | +20                                                         | 51                                                          | 3.                                                          |
| 2015/16                                                                       | Moravskoslezská fotbalová liga                              | 3                                                           | 30                                                          | 19                                                          | 5                                                           | 6                                                           | 66                                                          | 31                                                          | +35                                                         | 62                                                          | 1.                                                          |
| 2016/17                                                                       | Fotbalová národní liga                                      | 2                                                           | 30                                                          | 3                                                           | 3                                                           | 24                                                          | 20                                                          | 80                                                          | –60                                                         | 12                                                          | 16.                                                         |
| 2017/18                                                                       | Moravskoslezská fotbalová liga                              | 3                                                           | 30                                                          | 22                                                          | 4                                                           | 4                                                           | 79                                                          | 33                                                          | +46                                                         | 70                                                          | 1.                                                          |
| 2018/19                                                                       | Fotbalová národní liga                                      | 2                                                           | 30                                                          | 9                                                           | 9                                                           | 12                                                          | 28                                                          | 37                                                          | -9                                                          | 36                                                          | 9.                                                          |
| 2019/20                                                                       | Fotbalová národní liga                                      | 2                                                           | 30                                                          | 8                                                           | 11                                                          | 11                                                          | 33                                                          | 42                                                          | -9                                                          | 35                                                          | 11.                                                         |
| 2020/21                                                                       | Fotbalová národní liga                                      | 2                                                           | 26                                                          | 12                                                          | 7                                                           | 7                                                           | 40                                                          | 35                                                          | +5                                                          | 43                                                          | 3.                                                          |
| 2021/22                                                                       | Fotbalová národní liga                                      | 2                                                           | 30                                                          | 11                                                          | 4                                                           | 15                                                          | 32                                                          | 50                                                          | -18                                                         | 37                                                          | 11.                                                         |
| 2022/23                                                                       | Fotbalová národní liga                                      | 2                                                           | 30                                                          | 9                                                           | 9                                                           | 12                                                          | 39                                                          | 57                                                          | -18                                                         | 36                                                          | 12.                                                         |
| 2023/24                                                                       | Fotbalová národní liga                                      | 2                                                           | 30                                                          | 11                                                          | 4                                                           | 15                                                          | 42                                                          | 52                                                          | -10                                                         | 37                                                          | 12.                                                         |
| 2024/25                                                                       | Fotbalová národní liga                                      | 2                                                           | 30                                                          | 9                                                           | 10                                                          | 11                                                          | 31                                                          | 42                                                          | -11                                                         | 37                                                          | 12.                                                         |

Poznámky:
- 1938/39: Prostějovští vyhráli kvalifikační turnaj o postup do českomoravské ligy (4 výhry - 0 remíz - 2 prohry, skóre 15:9) před mužstvy SK Viktoria Plzeň (4-0-2, 13:11), AFK Bohemia Vršovice (3-0-3, 21:16) a AFK Pardubice (1-0-5, 11:24).[7]
- 1994/95: Po sezoně došlo k fúzi s FC LeRK Brno.
- 2002/03: Prostějov odstoupil ze soutěže kvůli nevyhovujícímu stadionu.
- 2004/05: Prostějovu byly odečteny 3 body.
- 2011/12: Prostějov koupil divizní licenci od Vítkovic, které se v polovině předešlého ročníku 2010/11 odhlásily z MSFL a staly se tak prvním sestupujícím do divize. Na konci ročníku postoupilo do MSFL taktéž vítězné mužstvo FK Slavia Orlová-Lutyně.

## Přehled výsledků v evropských pohárech
| Sezóna | Soutěž                             | Soupeř                  | 1. zápas | 2. zápas | Celkem |
| ------ | ---------------------------------- | ----------------------- | -------- | -------- | ------ |
| 1936   | Středoevropský pohár (Osmifinále)  | SK Admira Vídeň         | 4:0      | 2:3      | 6:3    |
|        | Středoevropský pohár (Čtvrtfinále) | Újpest Budapešť         | 0:1      | 0:2      | 0:3    |
| 1937   | Středoevropský pohár (Osmifinále)  | Grasshopper Club Zürich | 3:4      | 2:2      | 5:6    |

## Známí hráči
- Vlastimil Petržela (hrál v letech 1976 až 1978, později reprezentant Československa a úspěšný trenér)
- Rostislav Václavíček (hrál od roku 1970, držitel zlaté medaile z olympiády 1980, mistr ligy 1978)
- Ivo Viktor (brankář, hrál v sezoně 1960/61, později za reprezentaci Československa)
- Aleš Urbánek (později hráč týmů SK Sigma Olomouc, Spartak Moskva a Sparta Praha)
- Pavel Vrba (hrál v letech 1981–1982, trenér národního mužstva České republiky)

## Známí trenéři
- Otakar Škvain-Mazal (–1937)
- Karel Brückner (trenérem v letech 1979 až 1981)

## Trenéři a asistenti
- František Jura (trenérem od roku 2011 do 2016) – ???
- Miroslav Takáč (trenérem od roku 2016 do 2017) – ???
- Petar Aleksijevič (trenérem v roce 2017) - ???
- Radim Weisser (trenérem v roce 2017) - ???
- Oldřich Machala (trenérem od roku 2017 do 2019) – asistenti Tomáš Hunal a Ladislav Onofrej
- Pavel Šustr (trenérem od roku 2019 do 2021) – asistenti Tomáš Hunal a Matěj Vybíhal
- Jiří Jarošík (trenérem od června do září 2021) – asistenti Tomáš Hunal a Matěj Vybíhal
- Daniel Šmejkal (trenérem od roku 2021 do 2022) – asistenti Michal Šmarda a Matěj Vybíhal
- Pavel Šustr (trenérem od roku 2022 do 2023) – asistenti Karel Kroupa a Matěj Vybíhal
- Michal Šmarda (trenérem od roku dubna do září 2023) – asistenti Oldřich Machala a Matěj Vybíhal
- Jiří Mazura (trenérem od roku 2023 do konce ledna 2024) – asistenti Pavel Zavadil a Matěj Vybíhal
- Radim Kučera (aktuální trenér od roku 2024) - asistent Radomír Dian

## Trenéři brankařů
- Petar Aleksijevič (trenérem brankařů od roku 2016 do 2021)
- Tomáš Bureš (trenérem brankařů od listopadu do prosince 2021)
- Dušan Melichárek (trenérem brankařů od roku 2022 do 2023)
- Michal Bárta (aktuální trenér brankařů od roku 2024)

## 1.SK Prostějov „B“
TJ Železárny Prostějov „B“ byl v sezóně 1986/87 rezervním týmem Železáren Prostějov. Od roku 2024 má tým nový rezervní tým, 1.SK Prostějov „B“.

### Umístění v jednotlivých sezonách
Legenda: Z – zápasy, V – výhry, R – remízy, P – porážky, VG – vstřelené góly, OG – obdržené góly, +/− – rozdíl skóre, B – body, červené podbarvení – sestup, zelené podbarvení – postup, světle fialové podbarvení – přesun do jiné soutěže
| Československo (1986 – 1987) |                                         |        |    |    |   |    |    |    |     |    |        |
| Sezóny                       | Liga                                    | Úroveň | Z  | V  | R | P  | VG | OG | +/− | B  | Pozice |
| 1986/87                      | I. B třída Jihomoravského kraje – sk. D | 7      | 26 | 5  | 8 | 13 | 34 | 53 | −19 | 18 | 13.    |
| Česko (1993 – )              |                                         |        |    |    |   |    |    |    |     |    |        |
| Sezóny                       | Liga                                    | Úroveň | Z  | V  | R | P  | VG | OG | +/− | B  | Pozice |
| 2024/25                      | Přebor Olomouckého kraje                | 5      | 30 | 15 | 3 | 12 | 64 | 46 | +18 | 48 | 6.     |

### Soupiska
| #  | Pozice | Hráč             |
| -- | ------ | ---------------- |
| 1  | B      | Ondřej Mikeš     |
| 2  | O      | Adam Vykopal     |
| 5  | O      | Marek Kirschbaum |
| 5  | O      | Marek Pohanka    |
| 7  | Ú      | Filip Mikeš      |
| 7  | Ú      | Pavel Pěček      |
| 8  | Z      | Matěj Balenčin   |
| 9  | O      | David Zbožínek   |
| 10 | Z      | Marek Matocha    |
| 10 | Z      | Michal Škrabal   |
| 11 | Z      | Jakub Čermák     |
| 12 | Z      | Adam Klimeš      |
| 14 | Z      | Dominik Navrátil |
| 15 | O      | Martin Popelka   |

| #  | Pozice | Hráč             |
| -- | ------ | ---------------- |
| 16 | O      | Kryštof Kohoutek |
| 16 | Z      | Jakub Páleník    |
| 17 | Z      | Lukáš Hrdlička   |
| 17 | Ú      | Daniel Kozák     |
| 18 | O      | Dominik Bokůvka  |
| 19 | Ú      | Jan Šmirják      |
| 19 | O      | Dominik Vyroubal |
| 22 | Z      | Michal Zapletal  |
| 24 | Z      | Radek Kocourek   |
| 25 | O      | Daniel Vágner    |
| 27 | B      | Martin Šnajdr    |
| 27 | B      | Martin Vaňák     |
| 32 | Z      | Tomáš Škrabal    |
| 70 | Z      | Eduard Tomaj     |

## 1. SK Prostějov (ženy)
| #  | Pozice | Hráč                 |
| -- | ------ | -------------------- |
| 1  | B      | Anatolia Mazuryková  |
| 2  | Z      | Lucie Kallová        |
| 2  | Z      | Viktorie Minxová     |
| 2  | O      | Anna Řezníčková      |
| 3  | O      | Pavlína Hrazdilová   |
| 4  | Ú      | Michaela Brančíková  |
| 4  | O      | Kristýna Vykopalová  |
| 6  | Z      | Adéla Ježková        |
| 6  | Z      | Evelina Mikulová     |
| 6  | Z      | Lucie Vičarová       |
| 7  | Ú      | Alena Keňová         |
| 7  | Z      | Jana Sedláčková      |
| 8  | Z      | Martina Pitáková     |
| 9  | O      | Veronika Zapletalová |
| 11 | Ú      | Natálie Maříková     |
| 11 | Z      | Adéla Pacalová       |
| 11 | Z      | Lenka Portíková      |

| #  | Pozice | Hráč                         |
| -- | ------ | ---------------------------- |
| 12 | Ú      | Nikola Zahradníčková         |
| 14 | O      | Klaudie Filipová             |
| 15 | Z      | Tereza Pacalová              |
| 15 | O      | Aneta Vičarová               |
| 15 | O      | Vendula Vyhlídalová          |
| 16 | O      | Karolína Ležanská            |
| 17 | Z      | Kristýna Halgašová           |
| 18 | Z      | Kristýna Ladislava Hladíková |
| 18 | Z      | Viktorie Suchánková          |
| 19 | O      | Michaela Milerová            |
| 22 | O      | Tereza Tichá                 |
| 23 | B      | Natálie Zbořilová            |
| 24 | O      | Kateřina Zelená              |
| 25 | O      | Gabriela Hýblová             |
| 26 | O      | Iveta Tanenbergerová         |
| 28 | Z      | Michaela Vitásková           |
| 30 | B      | Linda Kopačková              |

- 2021-2022: Moravsko-slezská liga žen (MSLŽ)
- 2022-2023: Moravsko-slezská divize žen B (MSDŽ-B)
- 2023-: Moravsko-slezská liga žen (MSLŽ)

| Sezóny  | Liga   | Úroveň | Z  | V  | R | P | VG  | OG | +/− | B  | Pozice |
| ------- | ------ | ------ | -- | -- | - | - | --- | -- | --- | -- | ------ |
| 2021/22 | MSLŽ   | 3      | 12 | 7  | 1 | 4 | 44  | 18 | +26 | 22 | 2.     |
| 2022/23 | MSDŽ-B | 4      | 18 | 12 | 2 | 4 | 107 | 22 | +85 | 38 | 3.     |
| 2023/24 | MSLŽ   | 3      | 16 | 12 | 1 | 3 | 74  | 25 | 49  | 37 | 2.     |

## Galerie

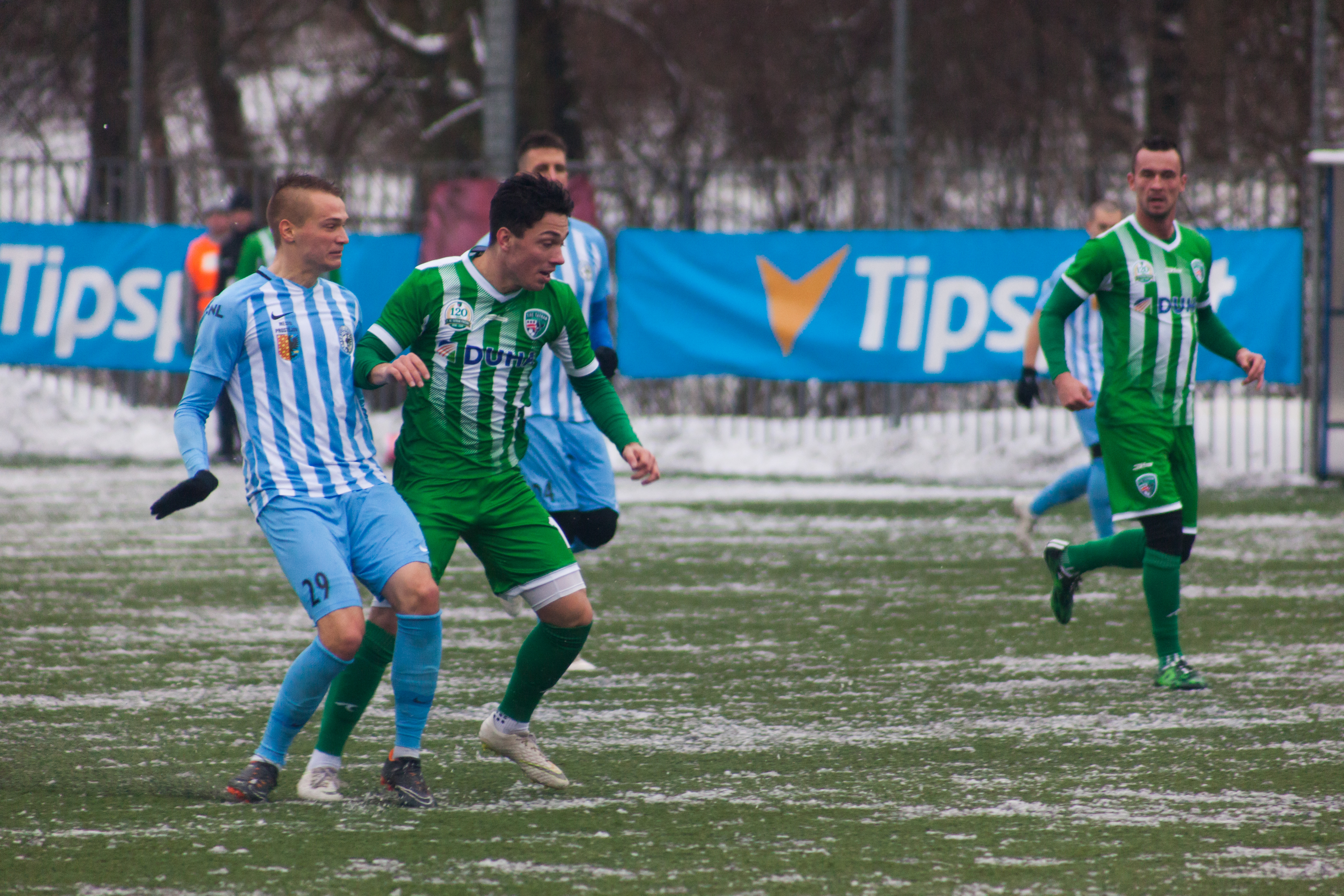
Záložník Dmytro Zhykol v zápase Zimní Tipsport ligy v Orlové (2019).
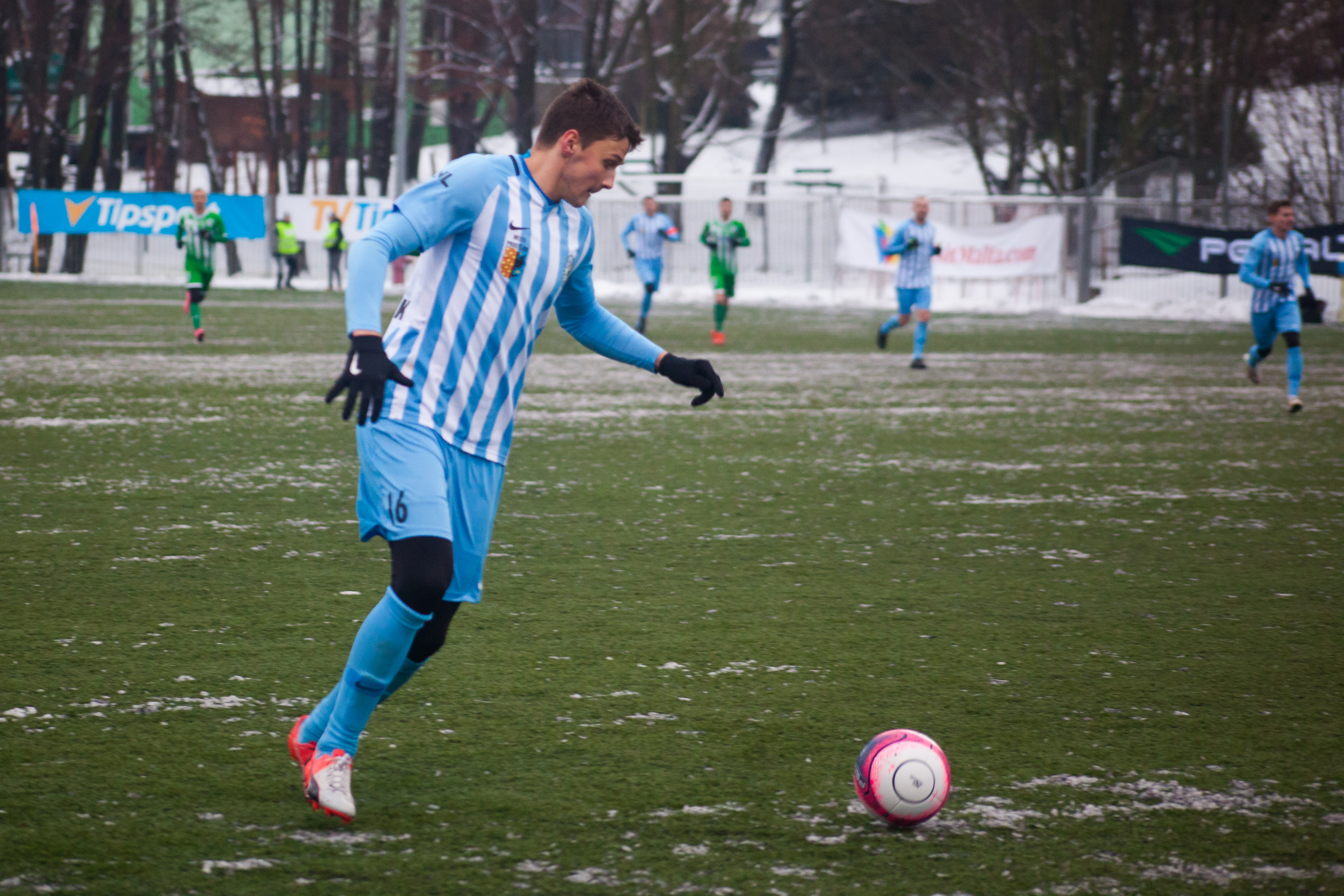
Obránce Lubomír Machynek v zápase Zimní Tipsport ligy v Orlové (2019).
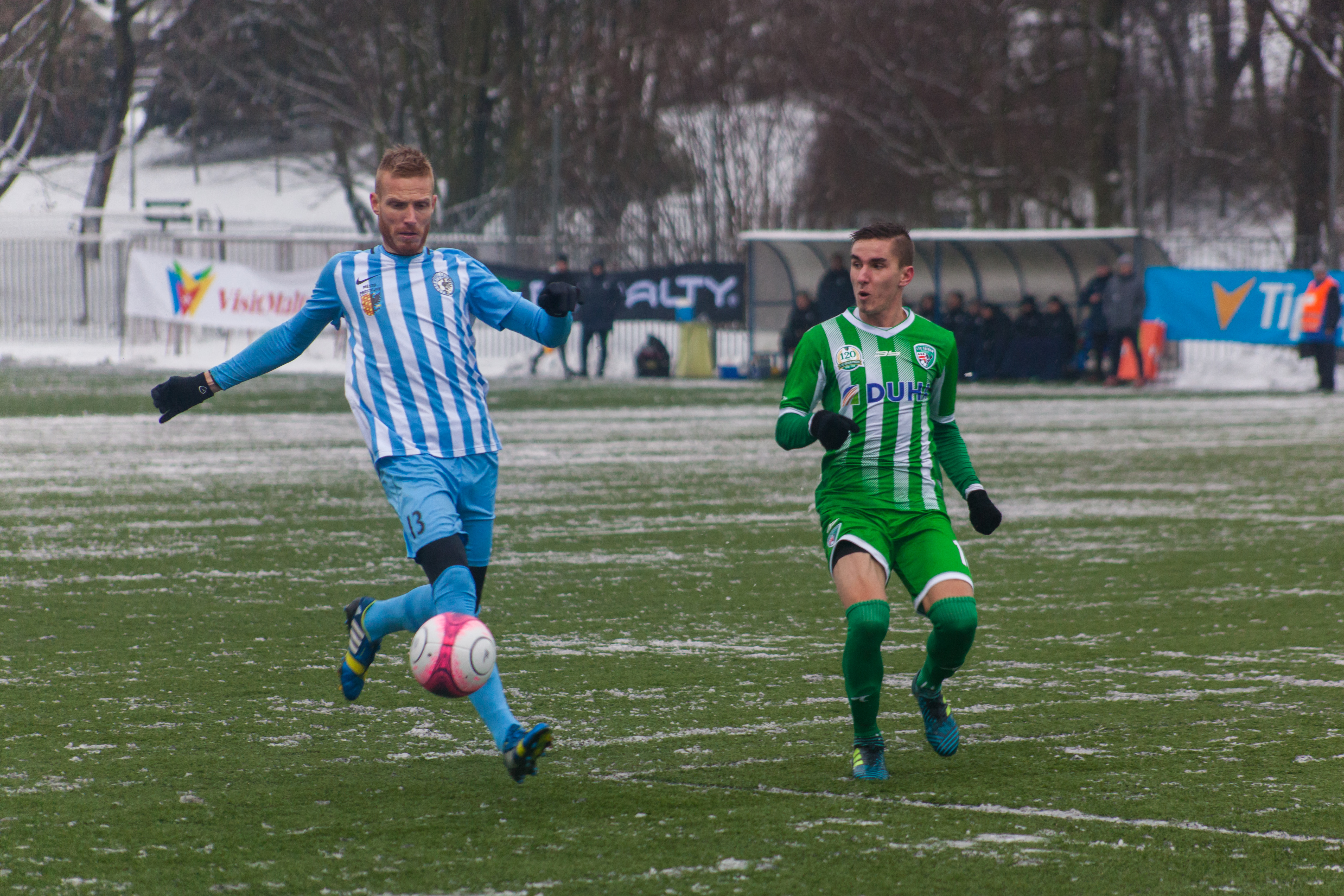
Obránce Tomáš Janíček v zápase Zimní Tipsport ligy v Orlové (2019).
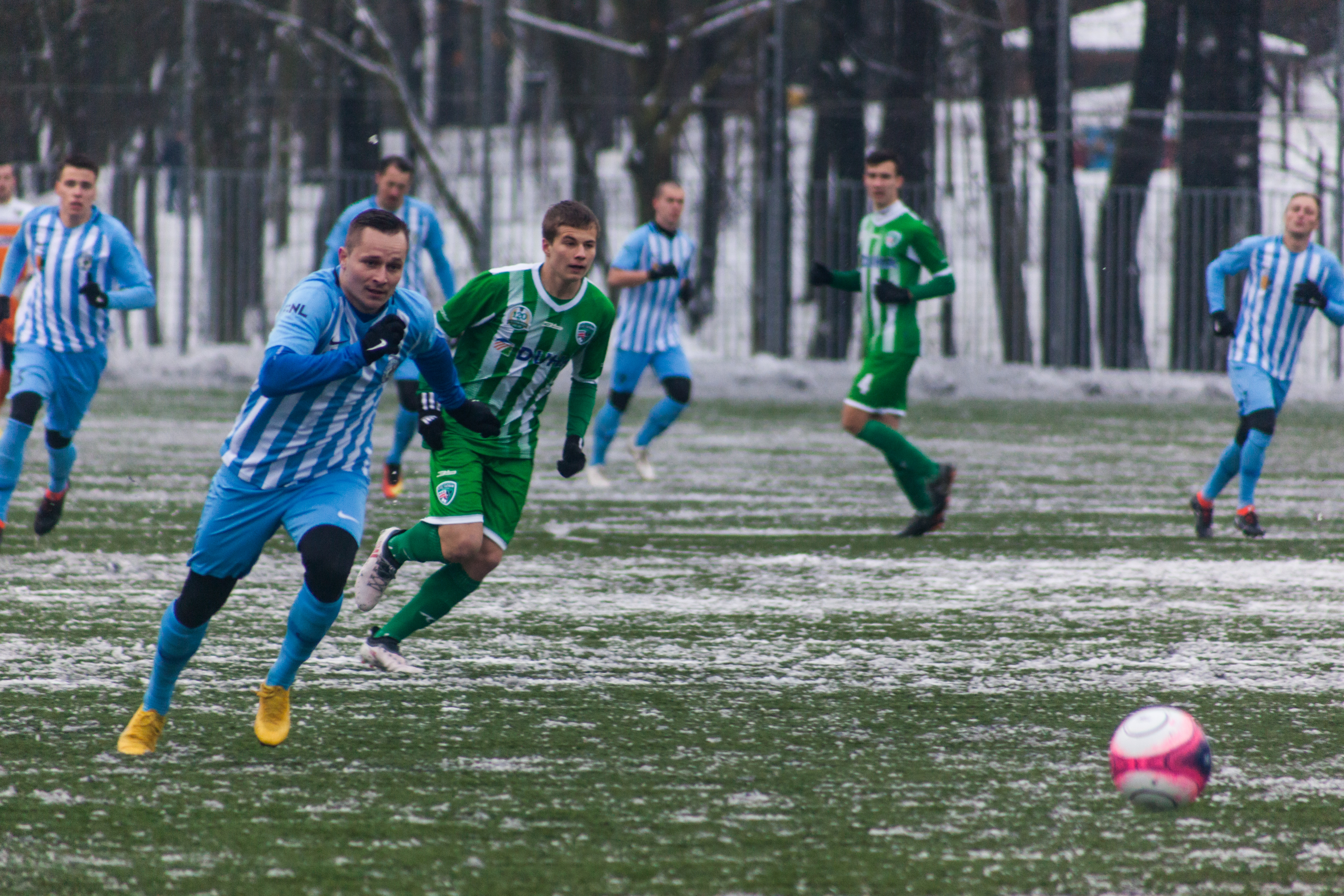
Obránce Martin Slaninka v zápase Zimní Tipsport ligy v Orlové (2019).